# Raymond Vautherin
Pour les articles homonymes, voir Vautherin.
 (février 2018).
Si vous disposez d'ouvrages ou d'articles de référence ou si vous connaissez des sites web de qualité traitant du thème abordé ici, merci de compléter l'article en donnant les références utiles à sa vérifiabilité et en les liant à la section « Notes et références ».
Raymond Vautherin, né le 18 septembre 1935 à La Thuile et mort le 11 février 2018 à Aoste) est un linguiste italien en valdôtain.

## Biographie
À la suite de la mort de son père, Raymond Vautherin quitte La Thuile en 1941 pour aménager au hameau du Pont d'Aël (Aymavilles), pays natal de sa mère. Son premier recueil de poèmes en patois francoprovençal valdôtain, Adjeu poésia paraît en 1957, suivi par Lo Cardeleun en 1959.
Il a été membre de l'Académie Saint-Anselme et de l'Association valdôtaine des archives sonores (AVAS).

## Œuvres
Outre aux deux recueils de poèmes (Adjéu poésia et Lo Cardeleun), Vautherin publie plusieurs pièces de théâtre, notamment pour le Charaban, dont il a été cofondateur. Il publie également des recueils de récits, de contes et deux romans. Son ouvrage le plus important reste pourtant le Nouveau dictionnaire de patois valdôtain, rédigé avec Aimé Chenal.
En 1975, il est nommé directeur de la revue du Comité des traditions valdôtaines Le flambeau. Il collabore régulièrement au Messager valdôtain. Son activité de traducteur l'amène à travailler sur des ouvrages littéraires, tels que Lo Petsou Prince et sur quelques-uns des livres de la Bible, parus sous le titre de L'Échentà. En 2007, il publie le Dichonéro di petsou patoésan (= dictionnaire du petit patoisant), ouvrage de référence pour l'apprentissage du patois valdôtain dans les écoles maternelles et élémentaires. En 2009, il collabore à la rédaction de Le français en Vallée d'Aoste : les raisons d'une présence séculaire à l'occasion du 100e anniversaire de la fondation de la Ligue valdôtaine. En 2010, il publie Lo retor de Dzan fin et Dzan fou.